# EC Eisbären Eppelheim
Der EC Eisbären Eppelheim ist ein Eishockeyverein aus Eppelheim im Rhein-Neckar-Kreis. Das Gründungsjahr war 1983. Seine Eishockeymannschaft spielt derzeit in der viertklassigen Regionalliga Südwest. Die Heim-Spielstätte ist das ICEHOUSE Eppelheim.

## Geschichte
Der EC Eisbären Eppelheim wurde am 25. März 1983 gegründet. In den ersten beiden Jahren nach Gründung spielten die Eisbären in der Baden-Württembergischen Landesliga (LL BW), ab 1985 zwei Jahre in der Baden-Württemberg-Liga (BWL) und von 1987 bis 1992 in der Regionalliga Süd-West (RL SW). Von 1992 bis 1995 nahm der ECE am Spielbetrieb des Eissport-Verbands Baden-Württemberg teil, bis er 1996 wieder in die Regionalliga Süd/West aufsteigen konnte. Die gewonnene Meisterschaft 1997 in der Regionalliga S/W ist bis heute der größte Erfolg in der Vereinsgeschichte. 1990/91 und 2016/17 konnten die Eisbären jeweils den dritten Platz in der RL-SW belegen. In den Jahren von 2009 bis 2013 bildeten der EC Eppelheim und der Mannheimer ERC eine Spielgemeinschaft (SG) unter dem Namen „Rhein-Neckar Stars“, die ebenfalls an der Regionalliga S/W teilnahm. Der MERC trat der SG als amtierender Meister der RL SW bei. Die 1. Mannschaft der Eisbären Eppelheim spielt damit seit 1996 durchgehend in der Regionalliga Süd-West.

### Erfolge
- Meister Regionalliga Süd/West 1997
- Vizemeister Regionalliga Süd/West 2018
- 3. Platz Regionalliga Süd/West 1991, 2017
- Aufstieg in die Regionalliga 1987, 1995, 2002
- Aufstieg in die Baden Württemberg-Liga (BWL) 1985, 1994, 2024
- Vierfacher Baden-Württemberg Landesliga-Meister

| 1983/84 | LL BW          | V I |          |                |
| 1984/85 | LL BW          | V I | 1. Platz | 2./Aufstieg    |
| 1985/86 | BWL            | V   | 8. Platz |                |
| 1986/87 | BWL            | V   | RL-Quali | Aufstieg       |
| 1987/88 | RL-SW          | I V | 8. Platz | 3. Quali Gr. B |
| 1988/89 | RL-SW          | I V | 6. Platz | 4. Quali Gr. A |
| 1989/90 | RL-SW          | I V | 7. Platz | 3. Quali Gr. A |
| 1990/91 | RL-SW          | I V | 3. Platz | 1. Quali Gr. A |
| 1991/92 | RL-SW          | I V | 7. Platz | Abstieg        |
| 1992/93 | LL BW          | V I | 1. West  |                |
| 1993/94 | LL BW          | V I | 1. West  | Aufstieg       |
| 1994/95 | RL SW          | I V |          |                |
| 1995/96 | RL SW          | I V | 3. Platz |                |
| 1996/97 | RL SW          | I V | 1. Platz | Meister        |
| 1997/98 | RL SW          | I V |          |                |
| 1998/99 | BWL            | V   |          |                |
| 1999/00 | BWL            | V   |          | 4. Platz       |
| 2000/01 | BWL            | V   | 4. Platz | 4. Platz       |
| 2001/02 | BWL            | V   | 7. Platz | 5. Platz       |
| 2002/03 | RL(BWL)        | I V | 6. Platz | 4. Platz       |
| 2003/04 | RL(BWL)        | I V | 4. Platz | 4. Platz       |
| 2004/05 | RL(BWL)        | I V | 6. Platz | –              |
| 2005/06 | RL(BWL)        | I V | 8. Platz | –              |
| 2006/07 | RL(BWL)        | I V | 6. Platz | –              |
| 2007/08 | RL(BWL)        | I V | 6. Platz | –              |
| 2008/09 | RL(BWL)        | I V |          | ohne Wertung   |
| 2009/10 | RL SW ECE/MERC | I V | 4. Platz | –              |
| 2010/11 | RL SW ECE/MERC | I V | 5. Platz | –              |
| 2011/12 | RL SW ECE/MERC | I V | 6. Platz | –              |
| 2012/13 | RL SW ECE/MERC | I V | 4. Platz | Halbfinale     |
| 2013/14 | RL SW          | I V | 9. Platz | –              |
| 2014/15 | RL SW          | I V | 5. Platz | Viertelfinale  |
| 2015/16 | RL SW          | I V | 7. Platz | –              |
| 2016/17 | RL SW          | I V | 3. Platz | Halbfinale     |
| 2017/18 | RL SW          | I V | 3. Platz | Vizemeister    |
| 2018/19 | RL SW          | I V | 5. Platz | –              |
| 2019/20 | RL SW          | I V | 6. Platz | –              |
| 2020/21 | RL SW          | I V | –        | ohne Wertung   |
| 2021/22 | RL SW          | I V | 9. Platz | Rückzug        |
| 2022/23 | LL BW          | V   | 2. Platz | –              |
| 2023/24 | LL BW          | V   | 5. Platz | Aufstieg       |
| 2024/25 | BWL Gr. B      | IV  | 5. Platz |                |

## Eisstadion
Der EC Eisbären Eppelheim hat im Jahr 2000 die Eissporthalle ICEHOUSE erworben und betreibt seither die Eishalle sowie die Gastronomie in eigener Regie. Das ICEHOUSE wird als Heimspielstätte der Eisbären Eppelheim, der Nachwuchsmannschaften, einiger Hobbymannschaften und für den Publikumslauf genutzt. Bei Eishockeyspielen kann die Halle bis zu 800 Zuschauer aufnehmen. In den Sommermonaten steht das ICEHOUSE u. a. für Veranstaltungen, Messen und Konzerte zur Verfügung.

## Nachwuchs
Etwa 100 aktive Spieler gehören zu den derzeit 200 Mitgliedern des Vereins. Der größte Anteil davon sind Kinder und Jugendliche. Die 1. Mannschaft stellt den überwiegenden Teil der Nachwuchstrainer und hatte in den letzten Jahren großen Anteil am Wachstum der Nachwuchsabteilung. Ein großes Ziel des Vereins ist es, in allen Altersklassen wettbewerbsfähige Teams zu stellen. Die Nachwuchsmannschaften fahren regelmäßig zu Turnieren in andere Bundesländer und in das benachbarte Ausland (z. B. Frankreich, Holland, Spanien). Seit mehreren Jahren besteht eine Kooperation mit dem Mannheimer ERC, um Kindern aller Altersklassen das Eishockeyspielen zu ermöglichen.